# Święty Karas
Karas Anachoryta lub Anbba Karas (arab. الأنبا كاراس)  (ur. IV w., zm. V w. w Wadi an-Natrun) – święty Kościoła koptyjskiego. Był bratem cesarza rzymskiego Teodozjusza I Wielkiego. Jego imię pochodzi z perskiego i oznacza dowódcę lub sułtana.
W czasie swojego życia zdecydował się na oddawanie czci religijnej poprzez anachoretyzm. Z tego powodu przebywał pięćdziesiąt siedem lat w odosobnieniu modląc się i kontemplując. Miejscem, w którym przebywał miały być okolice dzisiejszego Wadi an-Natrun w północnym Egipcie.
W latach 30. V wieku św. Karas pośrednio włączył się w spór pomiędzy zwolennikami patriarchy Konstantynopola Nestoriusza a patriarchą Aleksandrii, Cyrylem. Konflikt rozpatrywał Sobór efeski zwołany przez cesarza Teodozjusza II. W jego trakcie Karas miał przekonać Teodozjusza, że właściwą doktryną jest obowiązująca i broniona przez Cyryla natomiast nestoriańska ją wypacza. Sobór konfliktu nie rozwiązał do końca, ale stał się podstawą późniejszego odejścia od tez głoszonych przez Nestoriusza.